# ATP de Florença
O ATP de Florença – ou UniCredit Firenze Open, na última edição – foi um torneio de tênis profissional masculino, de categoria ATP 250.
Realizado em Florença, na Itália, estreou em 1973, teve hiato de 26 anos e retornou em 2022, com licença de 1 ano, que não foi renovada. Os jogos eram disputados em quadras duras cobertas durante o mês de outubro.

## Finais

### Simples
| Ano                                     | Campeão               | Vice-campeão          | Resultado                |
| --------------------------------------- | --------------------- | --------------------- | ------------------------ |
| 2022                                    | Félix Auger-Aliassime | J.J. Wolf             | 6–4, 6–4                 |
| Torneio não realizado entre 2021 e 1995 |                       |                       |                          |
| 1994                                    | Marcelo Filippini     | Richard Fromberg      | 3–6, 6–3, 6–3            |
| 1993                                    | Thomas Muster         | Jordi Burillo         | 6–1, 7–5                 |
| 1992                                    | Thomas Muster         | Renzo Furlan          | 6–3, 1–6, 6–1            |
| 1991                                    | Thomas Muster         | Horst Skoff           | 6–2, 26–7, 6–4           |
| 1990                                    | Magnus Larsson        | Lawson Duncan         | 6–7, 7–5, 6–0            |
| 1989                                    | Horacio de la Peña    | Goran Ivanišević      | 6–4, 6–3                 |
| 1988                                    | Massimiliano Narducci | Claudio Panatta       | 3–6, 6–1, 6–4            |
| 1987                                    | Andrei Tschesnokow    | Alessandro De Minicis | 6–1, 6–3                 |
| 1986                                    | Andrés Gómez          | Henrik Sundström      | 6–3, 6–4                 |
| 1985                                    | Sergio Casal          | Jimmy Arias           | 3–6, 6–3, 6–2            |
| 1984                                    | Francesco Cancellotti | Jimmy Brown           | 6–3, 6–3                 |
| 1983                                    | Jimmy Arias           | Francesco Cancellotti | 6–1, 6–4                 |
| 1982                                    | Vitas Gerulaitis      | Stefan Simonsson      | 4–6, 6–3, 6–1            |
| 1981                                    | José Luis Clerc       | Raúl Ramírez          | 6–1, 6–2                 |
| 1980                                    | Adriano Panatta       | Raúl Ramírez          | 6–2, 2–6, 6–4            |
| 1979                                    | Raúl Ramírez          | Karl Meiler           | 6–4, 1–6, 3–6, 7–5, 6–0  |
| 1978                                    | José Luis Clerc       | Patrice Dominguez     | 6–4, 6–2, 6–1            |
| 1977                                    | Paolo Bertolucci      | John Feaver           | 6–4, 6–1, 7–5            |
| 1976                                    | Paolo Bertolucci      | Patrick Proisy        | 6–7, 2–6, 6–3, 6–2, 10–8 |
| 1975                                    | Paolo Bertolucci      | Georges Goven         | 6–3, 6–2                 |
| 1974                                    | Adriano Panatta       | Paolo Bertolucci      | 6–3, 6–1                 |
| 1973                                    | Ilie Năstase          | Adriano Panatta       | 6–3, 6, 0–6, 7–6, 6–4    |

### Duplas
| Ano                                     | Campeões                             | Vice-campeões                      | Resultado     |
| --------------------------------------- | ------------------------------------ | ---------------------------------- | ------------- |
| 2022                                    | Nicolas Mahut Édouard Roger-Vasselin | Ivan Dodig Austin Krajicek         | 7–64, 6–3     |
| Torneio não realizado entre 2021 e 1995 |                                      |                                    |               |
| 1994                                    | Jon Ireland Kenny Thorne             | Neil Broad Greg Van Emburgh        | 7–6, 6–3      |
| 1993                                    | Tomás Carbonell Libor Pimek          | Mark Koevermans Greg Van Emburgh   | 7–6, 2–6, 6–1 |
| 1992                                    | Marcelo Filippini Luiz Mattar        | Royce Deppe Brent Haygarth         | 6–4, 6–7, 6–4 |
| 1991                                    | Ola Jonsson Magnus Larsson           | Juan Carlos Báguena Carlos Costa   | 3–6, 6–1, 6–4 |
| 1990                                    | Sergi Bruguera Horacio de la Peña    | Luiz Mattar Diego Pérez            | 3–6, 6–3, 6–4 |
| 1989                                    | Mike de Palmer Blaine Willenborg     | Pietro Pennisi Simone Restelli     | 4–6, 6–4, 6–4 |
| 1988                                    | Javier Frana Christian Miniussi      | Claudio Pistolesi Horst Skoff      | 7–6, 6–4      |
| 1987                                    | Wolfgang Popp Udo Riglewski          | Paolo Canè Gianni Ocleppo          | 6–4, 6–4      |
| 1986                                    | Sergio Casal Emilio Sánchez          | Mike de Palmer Gary Donnelly       | 6–4, 7–6      |
| 1985                                    | David Graham Laurie Warder           | Bruce Derlin Carls Limberger       | 6–1, 6–1      |
| 1984                                    | Mark Dickson Chip Hooper             | Bernard Mitton Butch Walts         | 7–6, 4–6, 7–5 |
| 1983                                    | Francisco González Victor Pecci      | Dominique Bedel Bernard Fritz      | 4–6, 6–4, 7–6 |
| 1982                                    | Paolo Bertolucci Adriano Panatta     | Sammy Giammalva Jr. Tony Giammalva | 7–6, 6–1      |
| 1981                                    | Raúl Ramírez Pavel Složil            | Paolo Bertolucci Adriano Panatta   | 6–3, 3–6, 6–3 |
| 1980                                    | Gene Mayer Raúl Ramírez              | Paolo Bertolucci Adriano Panatta   | 6–1, 6–4      |
| 1979                                    | Paolo Bertolucci Adriano Panatta     | Ivan Lendl Pavel Složil            | 6–4, 6–3      |
| 1978                                    | Corrado Barazzutti Adriano Panatta   | Mark Edmondson John Marks          | 6–3, 6–7, 6–3 |
| 1977                                    | Chris Lewis Russell Simpson          | Iván Molina Jairo Velasco, Sr.     | 2–6, 7–6, 6–2 |
| 1976                                    | Colin Dibley Carlos Kirmayr          | Péter Szőke Balázs Taróczy         | 5–7, 7–5, 7–5 |
| Torneio de duplas não realizado em 1975 |                                      |                                    |               |
| 1974                                    | Paolo Bertolucci Adriano Panatta     | Róbert Machán Balázs Taróczy       | 6–3, 3–6, 6–4 |
| 1973                                    | Paolo Bertolucci Adriano Panatta     | Juan Gisbert Ilie Năstase          | 6–3, 6–4      |